# Guerra de Ifni
La guerra de Ifni fue una guerra no declarada de España y Francia contra Marruecos, que tuvo lugar entre el 23 de noviembre de 1957 y el 30 de junio de 1958 en las provincias españolas de Ifni y el Sahara y en el territorio de Cabo Juby, bajo el protectorado de ese país, que se resolvió con el Acuerdo de Cintra.
Tras la independencia de Marruecos, ese país buscaba aunar, bajo su soberanía, todos los territorios sobre los que se consideraba legítimamente soberano, embarcándose en conflictos armados contra Francia y España en esta guerra, en la Revuelta del Rif (1958-1959) y en la Guerra de las Arenas (1963-1964).

## El origen de los territorios españoles de Ifni, Cabo Juby y Sahara español

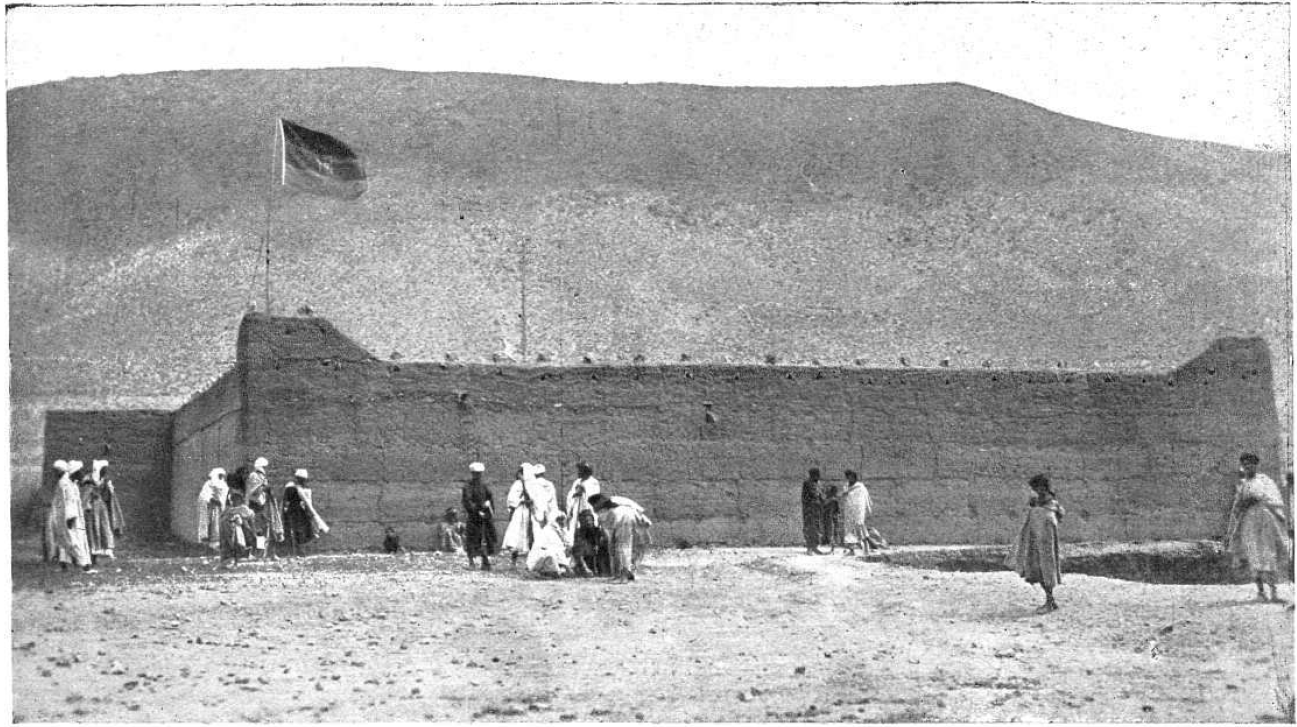
La bandera española ondeando sobre la sede provisional del gobierno del Territorio de Ifni el 7 de abril de 1934, que marcó la ocupación efectiva de Ifni por los españoles.

Mapa de África Occidental hasta 1956.

Los orígenes de los territorios de Ifni, Cabo Juby y Sahara español responden a diferentes circunstancias. Por una parte, se encuentran la inestabilidad política del sultanato marroquí de finales del siglo XIX y la participación de España en el equilibrio de poder de las Grandes Potencias en África. Además, existen otros motivos como la histórica presencia española en la costa atlántica norte de África, fundamentalmente con la conquista de las islas Canarias en el siglo XV y, en menor medida, la tradicional pesca canaria en el banco canario-saharaui y la histórica existencia de las plazas fuertes de África españolas o hispano-lusas.
El Sahara español se debe al reconocimiento en la conferencia de Berlín de 1884 de la soberanía de los territorios reclamados para España por la expedición de Emilio Bonelli dentro del contexto de la carrera de África. Se trataba de un vasto y árido territorio, siendo la primera edificación española el fuerte de Villa Cisneros en 1884.
La soberanía española de Ifni quedó reconocida durante el reinado de Isabel II por el tratado Wad Ras (1860), tras la victoria española en la guerra de África (1859-1860). Este tratado puso término a las sucesivas reclamaciones de España sobre el territorio de la antigua plaza fuerte del siglo XV de Santa Cruz de la Mar Pequeña, como el Tratado de Paz y Comercio entre España y Marruecos el 28 de mayo de 1767, bajo el reinado de Carlos III. Sin embargo, el territorio se ocupó efectivamente el 6 de abril de 1934 por Osvaldo Capaz Montes, setenta y cuatro años después del tratado de Wad Ras. Tuvo lugar tras una errónea determinación de la ubicación de Santa Cruz de la Mar Pequeña, la firma del Tratado de Fez en 1912 entre Francia y Marruecos y las campañas de 1934 que culminaron la conquista francesa de Marruecos, que hasta entonces había impedido la ocupación del territorio dentro de los conflictos hispano-marroquíes.
En cuanto a Cabo Juby, el tratado hispano-francés de 27 de noviembre de 1912 reconoció a España el protectorado español de Marruecos, que se dividía en zona norte, y zona sur denominada Cabo Juby. Este acuerdo tiene su origen, tanto el tratado hispano-francés de París de 1900, como en la Conferencia de Algeciras de 1912. Este reconocimiento permitió poner fin a la sospecha española sobre los intereses de otras potencias en el hinterland de Canarias, como el intento inglés de finales del siglo XIX de establecer una factorías de pesca en Cabo Juby.
En 1946, tras la finalización de la Segunda Guerra Mundial y el comienzo del aislamiento internacional de España Ifni, Cabo Juby y el Sahara Español quedaron administrativamente encuadrados en el África Occidental Española (AOE) y se iniciaron sus procesos de descolonización política y económica que se aceleraron a consecuencia de la independencia de Marruecos de 1956.

## 1956ː tensiones entre España y Marruecos

### Antecedentes

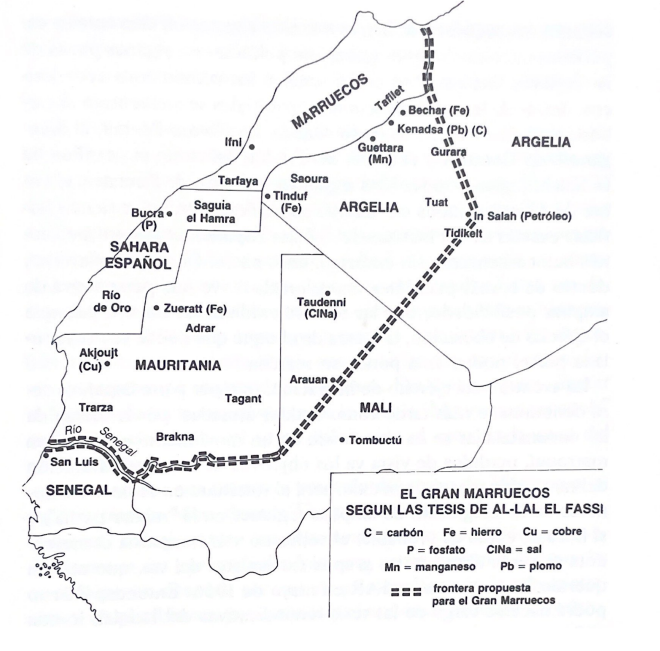
El Gran Marruecos según la tesis de El Fassi

El año 1956 fue conocedor de la culminación del proceso de independencia de Marruecos, un acontecimiento que posibilitó que dicho país abogara, a partir de ese momento, por la reconstitución del puzle territorial en que Francia y España habían descompuesto el país a lo largo de sus décadas de protectorado del país. Esta cuestión se vio inserta en un proceso especialmente complejo, el cual alcanzó su punto álgido en los tres años que van desde el retorno del sultán Mohamed V -efectuado en noviembre de 1955- a la crisis de Ifni en diciembre-enero de 1957-1958.
El propósito marroquí de alcanzar la integridad territorial del imperio fue el punto central sobre el que giraron el cómputo de negociaciones y tensiones que tuvieron lugar en ese periodo. Sin embargo, esta cuestión no dispuso de una lectura unívoca por parte del conjunto de actores implicados, debiéndose destacar la existencia de muy diversas interpretaciones según los diferentes y múltiples actores que formaron parte del proceso descrito.
Las declaraciones oficiales del Gobierno español del 13 de enero de 1956 dan parte del grado de disonancia que existió entre los distintos actores implicados. España, pese a reconocer en dichas declaraciones la legitimidad del sultán como mandatario marroquí, la unidad del imperio jerifiano y la independencia de Marruecos, mantuvo una postura ciertamente ambigua en cuestiones de carácter fundamental, una postura que terminó por marcar el calendario de la descolonización española en sus territorios en el continente africano. Desde dicha postura España se limitó a declarar el autogobierno de la zona bajo soberanía española, permitiendo sólo la retrocesión a la soberanía directa del Gobierno marroquí del norte del país, lo que implicaba dejar la zona sur de Cabo Juby e Ifni fuera de lo concernido por el acuerdo para la independencia. Esta decisión desposeyó de efectividad a las declaraciones sobre el reconocimiento por España de la restauración de la unidad del imperio marroquí.

#### España ante la posible retrocesión de Ifni: una postura ambigua

Mapa del territorio de Ifni en 1953, antes de constituirse en provincia y previo también a la guerra de Ifni.

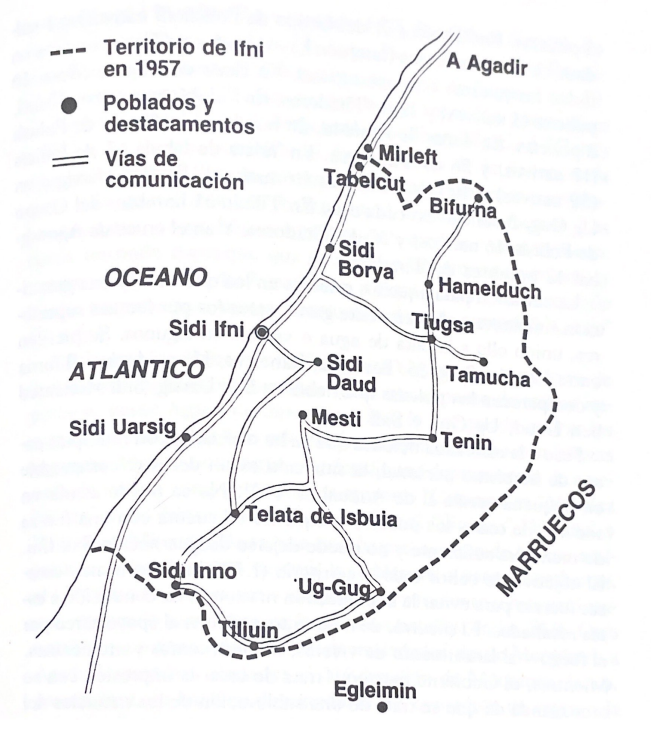
Mapa de Ifni en 1957.

El 7 de abril de 1956 se firmó en Madrid la declaración de independencia de Marruecos.
El sultán Mohamed V había viajado al lugar donde se firmó esta declaración para dar parte de que el acuerdo español era también necesario para poner fin al protectorado, paliando así la humillación de la que había sido objeto el Gobierno español por parte de Francia, país que había actuado hasta entonces de forma unilateral en lo que respectaba a la concesión de la independencia a Marruecos, saltándose lo dispuesto en el tratado firmado en 1912, donde se transfirió la soberanía marroquí sobre su propio país a Francia y a España.
En la declaración oficial que Mohamed V efectuó en España el 5 de abril, éste dejó claro que el tema concerniente a la unidad del imperio marroquí era la cuestión central de las negociaciones: 

“Nadie ignora las dificultades y problemas, tanto de orden material como psicológico, que resultaron de la división de Marruecos en zonas distintas, ni las malas consecuencias que tuvo aquella división para la vida política y económica del país. Estamos convencidos de que España, que supo colocarse al lado de Marruecos en los momentos difíciles, corresponderá a este deseo con su caballerosidad y su gallarda nobleza. Los marroquíes esperan con ansia, en esta histórica reunión, la eliminación de las fronteras que se erigen en el interior de su país, y que constituyen el símbolo de una era desvanecida para siempre: la de la tutela y el protectorado”.
Mohammed V

La respuesta española no se hizo esperar. El Jefe del Estado, Francisco Franco, aseguró -a raíz de la declaración del sultán- que España daría al nuevo Gobierno independiente marroquí las facilidades y asistencias necesarias para que los dos supuestos de unidad y libertad soberana se lograran plenamente.
La declaración conjunta hispano-marroquí firmada el 6 de abril, aunque contempló el hecho de que el convenio firmado en Madrid el 27 de noviembre de 1912 no podía seguir rigiendo las relaciones hispano-marroquíes -sin precisar que dicho convenio había dejado de tener vigencia tras reconocer Francia la independencia de Marruecos-, terminó por limitarse a renovar por parte española la “voluntad de respetar la unidad territorial del imperio que garantizan los tratados internacionales”, comprometiéndose, asimismo, “a tomar las medidas necesarias para hacerla efectiva”.
Esta alusión a los tratados internacionales podría presuponer para España que el territorio de Ifni no quedaba concernido, pues –como se argumentó años después– contaba con un estatuto diferenciado, ya que Marruecos había reconocido en distintos tratados la cesión del enclave. Varias cuestiones quedaban pendientes de un trato exhaustivo, como era, también, el futuro próximo de Cabo Juby o Tarfaya, zona a la que no se hacía referencia alguna en la declaración tratada, no siendo tampoco retrocedida a la soberanía del sultanato marroquí al tiempo que la zona norte.
Pese a lo anterior, y tras su regreso de Madrid, Mohamed V aseguró, desde su balcón del palacio jalifiano de Tetuán, días después de su viaje, que a partir de ese momento el país ejercía, de forma efectiva, el poder soberano sobre la totalidad del territorio de su reino, tanto al norte como al sur del mismo, y que las autoridades españolas, en virtud de lo dispuesto en el protocolo firmado el 7 de abril de 1956 en Madrid con el Gobierno español, quedaban disueltas y su administración quedaba transferida a su Gobierno.
Estas declaraciones no se vieron respaldadas por los acontecimientos reales que se sucedieron de forma posterior. La soberanía real sobre Tarfaya y su región no fue restituida al sultán, no aportándose explicación plausible por parte de España a este hecho, salvo la idea de que se trataba de una medida de protección del Sáhara y Canarias.
En lo que respecta al territorio de Ifni, resulta significativo destacar que la firma de la declaración de independencia de Marruecos de 1956 en Madrid también fue especialmente celebrada por parte de los Ait Ba Amrán –las poblaciones del enclave de Ifni–, quienes alzaron banderas marroquíes en el territorio tras el acontecimiento mencionado.
Los acuerdos alcanzados en Madrid también vinieron acompañados de toda una serie de incidentes desarrollados en el enclave de Ifni durante los días inmediatamente posteriores a los mismos, destacándose, entre éstos, el hecho de que un policía indígena asesinara a un cabo europeo. Estos incidentes fueron notificados por parte de Carrero Blanco –el 11 de abril– al cónsul español en Rabat, a través de unas declaraciones donde no se limitó a contar lo sucedido, atreviéndose a atribuir la responsabilidad de lo acontecido a “provocadores que actuaban desde Tiznit”, asegurando, asimismo, que posiblemente estos provocadores fueran agentes de una tercera potencia interesada en perturbar las buenas relaciones existentes hasta la fecha entre España y Marruecos.
El espectro francés no había desaparecido aún del imaginario de las autoridades españolas, las cuales seguían molestas por la decisión francesa de anticipar unilateralmente la independencia de Marruecos.
Los incidentes ocurridos durante estas fechas en la zona fueron también respondidos por parte del sultán, quien hizo llegar al Gobierno español un mensaje donde expresaba su “profundo sentimiento” por lo sucedido en Ifni, así como por las muertes de españoles que ello había acarreado.
Días después de la nota emitida por el Sultán, el gobernador general del África Occidental Española reclamó a la Embajada de Rabat que solicitase de las nuevas autoridades marroquíes una declaración que precisase que Ifni no estaba concernido por la independencia. En el mismo escrito dejó patente su temor ante la posible concentración de baamraníes de todo el país venidos a encontrarse con sus familiares para las fiestas de fin de Ramadán.
Fue en este momento en el que se puso especialmente de manifiesto la difícil situación interna en la que se encontraba Marruecos durante estos años, debiéndose destacar que se trataba de un país de reciente independencia, donde el partido del Istiqlal parecía actuar por libre –sin seguir lo dictado de forma oficial por el Sultán– en diversos frentes, como el relativo a Ifni.
Esta situación también se halló reflejada en las notas enviadas a Pardo de Santayana por el entonces embajador español en Rabat, José Felipe de Alcover, quien le sugirió, desde estos primeros momentos, la conveniencia de entenderse discretamente con los istiqlalianos locales de cara a poder controlar el orden en el enclave, asegurándole que (tal y como le había confirmado el primer ministro marroquí, 
Si Bekkai) las autoridades marroquíes no se veían por el momento capaces de mantener el orden en todo el país, y que estas autoridades habían mostrado ya su buena disposición ante España, ofreciendo al responsable de la muerte del cabo español en Uggug.
Pardo, en línea con lo sugerido por Alcover, confirmó, una semana más tarde, la contribución de los dirigentes del Istiqlal a la defensa del orden en Ifni, abogando también por el hecho de que el fin de Ramadán no viniese acompañado de incidentes de ningún tipo en la zona, a pesar de la esperada llegada de 3000 visitantes.

#### El partido del Istiqlal ante la descolonización de Ifni: una defensa irredentista
El hecho de que España se negase a efectuar una descolonización completa de los territorios reclamados por el Marruecos independiente cambió la actitud inicialmente favorable del partido del Istiqlal hacia este país. La idea de que Ifni quedara fuera de los acuerdos que se habían firmado para la obtención de la independencia de Marruecos contradecía la promesa del Sultán de lograr la unidad marroquí. Defender la unidad prometida hasta alcanzarla se convirtió en el principal propósito del partido del Istiqlal, a pesar de lo que todo ello comportase (como fue el hecho de que su relación con España se viese quebrada). Esta reivindicación le permitió convertirse en adalid de la unidad, sirviéndole también para expresar su malestar ante el soberano por la marginación de que la que el partido estaba siendo objeto desde las negociaciones con Francia en el año anterior; un malestar que también sirvió para acusar al monarca de haber aceptado una independencia incompleta.
Allal El Fassi –líder del partido Istiqlal– había seguido, tanto el retorno del Sultán a Marruecos, como las negociaciones con Francia, con cierta expectación y reticencia. Próximo a la política española, se había mostrado partidario de una negociación tripartita que finalmente no tuvo lugar.
Los desplazamientos que llevó a cabo Allal El Fassi durante la etapa final de los acuerdos entre el monarca y las autoridades protectoras constatan su distancia del escenario en que se desarrollaron los acontecimientos decisivos y su cercanía a las autoridades españolas. Su primer acercamiento desde su exilio fue en Madrid, donde llegó el 11 de marzo de 1956 para presidir una reunión de dirigentes del Partido del Istiqlal y entrevistarse con el ministro de Asuntos Exteriores español, habiéndose entrevistado días antes, tanto él, como Ben Barka, con el embajador de Francia en Madrid, al que ambos manifestaron su preocupación por el orgullo e indefinición de las autoridades españolas. Una vez terminado su cometido en Madrid, Allal El Fassi viajó a Sevilla, donde mantuvo un encuentro con el Jalifa y con el Alto Comisario. De allí se desplazó a Tánger el día 17 de marzo, donde confirmó la fusión de su partido con el de la Reforma Nacional de Abdeljalek Torres, efectuada dos días antes.
Finalmente, y desde Tánger, viajó a Rabat, ciudad en la que se entrevistó con Mohamed V el 26 de marzo. Este viaje, “insospechado” según el informe de la Oficina Mixta, fue resultado de la presión que habían ejercido sobre El Fassi los dirigentes del Comité Ejecutivo istiqlaliano, reunidos en Tánger a fin de deshacer los rumores de un desentendimiento entre el rey y el líder que empezaban a explotar los otros partidos. Los acercamientos de este líder a España perdieron interés en el momento en que este país dejó de ser protagonista en el proceso de independencia de Marruecos (debido al papel asumido por Francia), hecho al que se sumó la pérdida de protagonismo que había sufrido su propia figura personal tras exiliarse, así como la preferencia expresada por el soberano sobre otra figura clave del Istiqlal, Ahmed Balafrej, nombrado a principios de mayo ministro de Asuntos Exteriores.
Es en este punto en el que se lleva a cabo el contraataque irredentista iniciado por Allal El Fassi en su discurso del 18 de junio de 1956 en Tánger –efectuado durante el homenaje al mártir de la independencia, Mohamed Zerktuni–, en el que aseguró que Marruecos era ya independiente, pero que no estaba completamente unificado, explicando cómo este último cometido no se cumpliría hasta que “Tánger, el Sahara bajo influencia extranjera desde Tinduf hasta Colomb Bechar, pasando por Tuaf, Kenadza y la Mauritania no sean liberadas y unificadas”. El nombre de España, curiosamente, no apareció en el discurso.
Ifni se convirtió, de esta forma, en la piedra de toque de la fragilidad del momento político que vivía Marruecos, así como de la ambigüedad en la que el partido del Istiqlal debió moverse en este primer momento de la independencia. Tal y como se recogió en un informe del Ministerio de Asuntos Exteriores español una década más tarde, el partido del Istiqlal, con respecto a la zona de Ifni, jugó un doble papel. Por un lado, al estar integrado en el Gobierno oficial, tuvo que responder a los compromisos que las autoridades de Rabat acordaban con los españoles. Por otro lado, conjugó esta actitud con una actividad al margen de los dictados del Gobierno, encaminada a mantener una postura ultra-nacionalista reivindicando Ifni y espoleando al Ejército de Liberación en sus movimientos contra las autoridades españolas del enclave.

### Escalada de tensión: la reclamación de Ifni
Desde el interior de Ifni, los elementos istiqlalíes establecieron “un gobierno paralelo”, con su propia oficina en terreno desde el mes de abril de 1956, siendo en ella donde tramitasen todo tipo de asuntos para los marroquíes. En esas fechas, el ambiente era ya especialmente tenso, observándose cómo en la mezquita principal del enclave ondeaba, en todo momento, la bandera marroquí.
Sobre la base de lo dictado por un informante español de la época –residente en Ifni y “caballero mutilado en el Ebro”–, la opinión en Ifni se encontraba dividida en estos meses de 1956. Este informante aseguraba que todos los nativos deseaban la incorporación a Marruecos, siendo todos ellos nacionalistas. Sin embargo, ser nacionalista no significaba ser enemigos de España. Para él, la opinión en el enclave se resumía, así, en tres grupos: 1) Los que odiaban a los españoles; por cristianos, por europeos, por invasores…; 2) Los que deseaban que los españoles se fueran en paz, sin pelea, sin sangre de por medio; y 3) Los que deseaban que los españoles se quedasen, pero bajo el mando del Sultán.
A finales del mes de mayo una gran comisión de baamraníes –compuesta por en torno a unas 500 personas– se desplazó a Rabat para prestar pleitesía a Mohamed V y pedir la integración en Marruecos. La respuesta que recibieron les hizo volver decepcionados de aquel viaje. En aras de calmar los ánimos y de aclarar la situación en Ifni, el gobernador marroquí de Agadir visitó los territorios del África Occidental Española, advirtiendo a la población de que la situación jurídica de los territorios no había cambiado con la independencia. Sin embargo, la situación era ya mucho más confusa que todo esto.
El ambiente de confusión no se vio acompañado de especiales tensiones hasta finales de 1956, fecha en la que Mohamed V nombró al comerciante Alí Ben Buaida miembro de la Asamblea Nacional Consultiva. En la lista oficial de los nombramientos de Mohamed V para dicha institución figuraba el comerciante como domiciliado en la “provincia de Ifni”, un hecho sobre el que pidió explicaciones el embajador español Alcover, en una nota verbal emitida el día 4 de enero de 1957. Esta nota fue respondida por el ministerio marroquí de la siguiente forma:

“El enclave de Ifni ha sido siempre considerado por Marruecos como parte integrante de su territorio. La concesión de pesca hecha por Su Majestad Imperial a los españoles en 1767 y confirmada en 1860, no implica de ninguna manera una cesión de esta parte del territorio marroquí […]. Las estipulaciones con respecto a Ifni (especialmente en lo que concierne a su delimitación) acordadas entre Francia y España en el convenio de 3 de octubre de 1904 y de 27 de noviembre de 1912 no podrán oponerse a Marruecos, por no haber participado este último en las mismas […]. Independientemente de la argumentación jurídica que Marruecos podría presentar, el problema del enclave de Ifni ha sido siempre considerado por el Gobierno marroquí como parte de un contexto más general: el del Protectorado español en Marruecos.”

El Gobierno español, tras observar que la reivindicación del enclave se estaba oficializando, consideró necesario llevar a cabo un estudio jurídico a fondo para estar preparado para un debate bilateral.
Estas reivindicaciones provinieron de ámbitos de distinta índole dentro de Marruecos. Allal El Fassi, por su parte, comenzó la publicación del periódico “Sahara al-Magrib”, cuyo primer número –del día 7 de marzo de 1957– albergaba una petición relativa al aumento de la representación de Ifni en los órganos políticos marroquíes, así como la reclama de mejoras en los sistemas de educación, carreteras y comunicación del enclave.
Desde comienzos de mayo de 1957, se produjeron, además, distintas actividades de sabotaje y terrorismo en Ifni, destacándose que el día 13 de ese mismo mes la embajada de Marruecos en Madrid informase al Gobierno español de que iba a proceder a nombrar funcionarios marroquíes en Ifni, una decisión que fue replicada con advertencias por parte del ministerio español. En los meses siguientes (junio y julio), se llevarán a cabo en dicho territorio choques violentos, detenciones de dirigentes y activistas istiqlalianos, acciones de propaganda y huelgas y cierres de comercios, lo que acabó motivando –en conjunto– la intervención de las tropas españolas en la zona, la cual se saldó con un elevado número de muertos y heridos.
Todo ello acabó comportando, a su vez, una intensa actividad diplomática por parte de ambos bandos. El 21 de agosto de 1957, el presidente del Consejo de Ministros marroquí, Si Bekkai, se dirigió al ministro de Asuntos Exteriores español con el fin de trasladar su preocupación por la deriva de los acontecimientos, confirmando la reivindicación del enclave, solicitando la excarcelación de los detenidos y constatando la necesidad de abordar en un breve espacio de tiempo el estudio de esta cuestión, debiéndose encontrar una solución que pusiera fin a la situación del momento.
El día 11 de septiembre llegaría la respuesta del ministro español, quien manifestó no tener ningún inconveniente en someter la diferencia existente entre ambos Gobiernos –en lo que respectaba a Ifni– a una instancia jurídica internacional, debiéndose comprometer las dos partes a acatar su fallo. Esta postura fue abandonada, sin embargo, unos días más tarde, cuando Castiella se entrevistó con Balafrej en Tánger, siendo en ese momento en el que le reportó la idea de retirar la oferta española de acudir al Tribunal de La Haya para esta cuestión.
Los acontecimientos fueron adquiriendo una velocidad cada vez más peligrosa, produciéndose incursiones del Ejército de Liberación en la localidad fronteriza de Tiliuín, tiroteos con soldados españoles, y reproches mutuos en notas verbales cada vez más frecuentes. Ejemplo de esto se halla en la nota española del día 5 de noviembre, donde España llamó la atención sobre las incursiones exigiendo “el reconocimiento público y formal por parte del Gobierno marroquí de los límites establecidos por los Tratados”, entre otras cuestiones. El 11 de noviembre se produjo la respuesta marroquí, una respuesta que lejos de satisfacer las pretensiones españolas se opuso de lleno a ellas, llegando a exigir al Gobierno español que se fijara una fecha para la transferencia de poderes.

## Guerra de Ifni-Sahara (1957-1958)

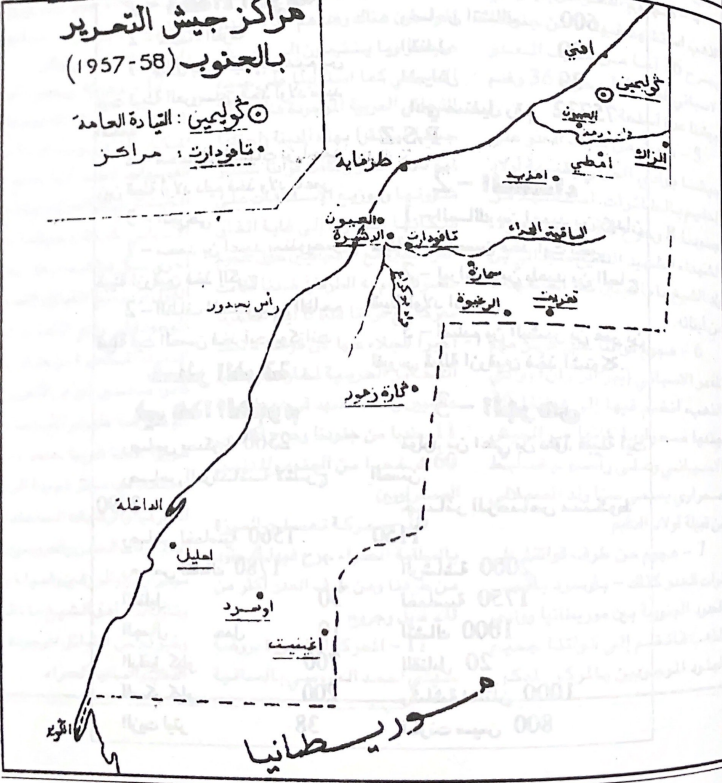
Puestos del Ejército marroquí en el sur durante los años 1957-1958

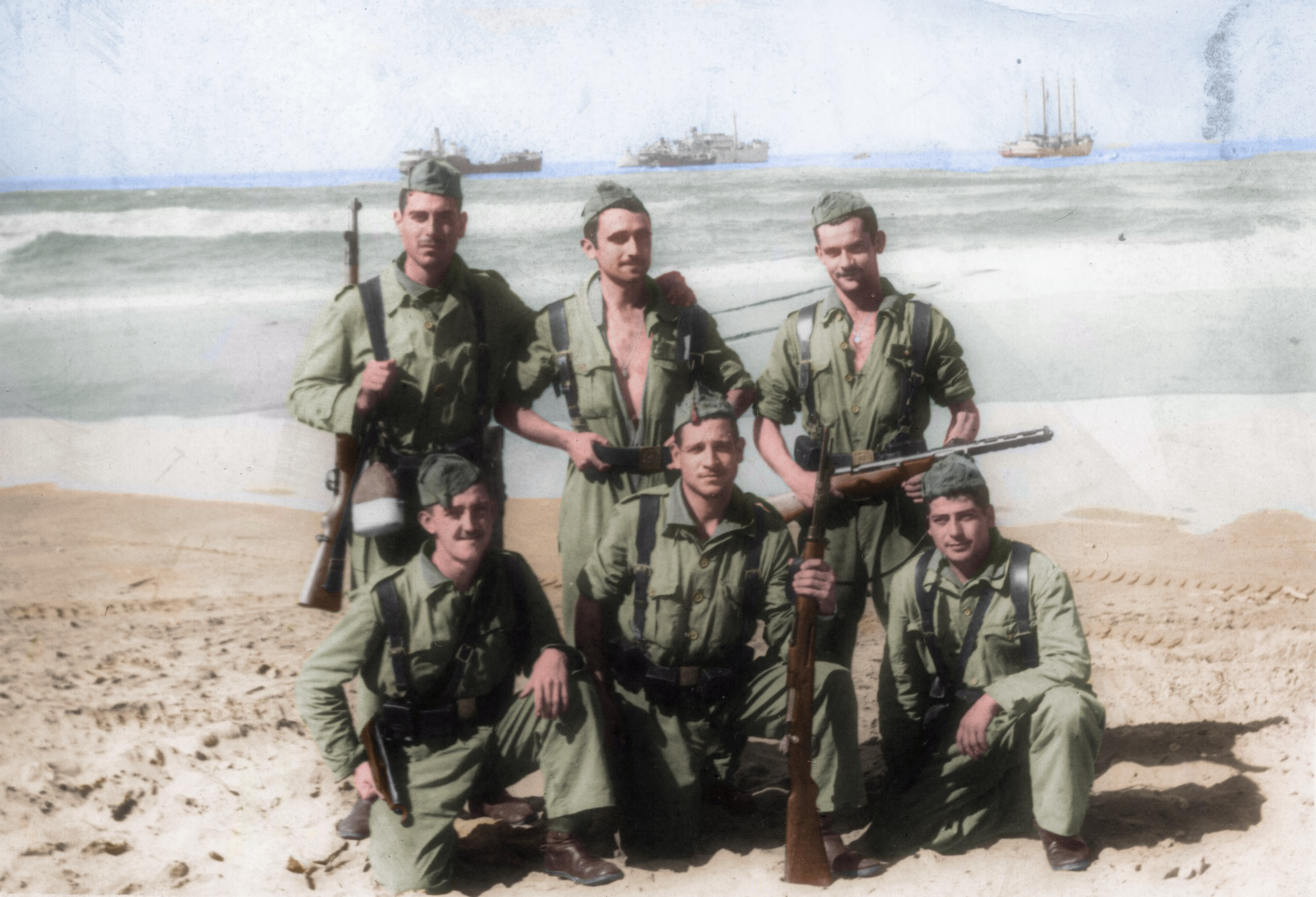
Seis soldados españoles, la mayoría cabos, se encuentran en la playa de cabecera de Sidi Ifni, momentos después de haber desembarcado el 31 de diciembre de 1957.

Unos días más tarde de la nota verbal emitida por parte del Gobierno marroquí donde se abogaba por la transferencia de poderes de España a Marruecos, el 22 de noviembre de 1957 –fecha en la que tanto el rey Mohamed V, como el ministro Balafrej se hallaban de viaje en Estados Unidos–, el Ejército de Liberación (ELM) ejecutó un ataque contra el territorio de Ifni desde Gulimin y el sur de Agadir, cortando las comunicaciones españolas y ocupando los puestos fronterizos y localidades del interior como Telata. Estos combates continuaron hasta principios de diciembre, como se recoge en la obra de Mohammed Bensaïd, partícipe y líder del Ejército de Liberación durante este periodo de tiempo.
La guarnición española, ante el curso de los acontecimientos, se vio obligada a replegarse en la capital del territorio, siendo ésta la conocida como Sidi Ifni. El ataque que ejerció el ejército marroquí contra la capital no resultó efectivo; sin embargo, los realizados en Tamucha, Tabelcut, Hameiduch y Bifurna sí lo fueron, ya que todos estos territorios pasaron a estar dominados por las tropas marroquíes tras sus primeras ofensivas.

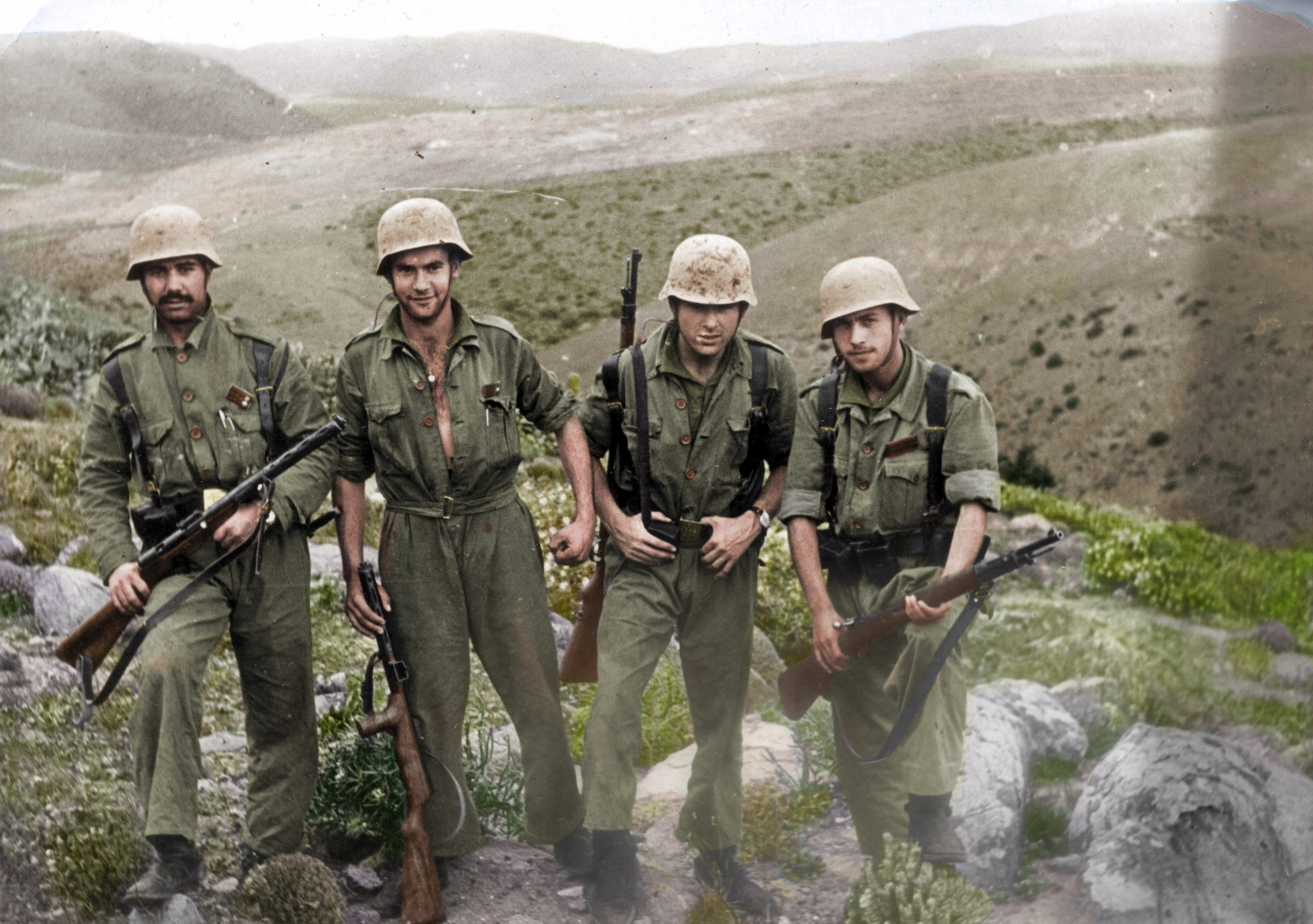
Cuatro cabos esperan en una montaña cerca de Gurram, Sidi Ifni, en Marruecos.

En Tamucha sólo se encontraban alrededor de unos cincuenta militares españoles al mando del teniente Fernández Fuentes –quien murió al comienzo del ataque–. La situación geográfica de esta zona imposibilitó la llegada de refuerzos al bando español. El 25 de noviembre se produjo la caída de este puesto, coincidiendo también con la caída del ostentado por el teniente Sotos en Tabelcut, a manos éste del caíd de Tiznit –el cual representaba al Gobernador de Agadir–, quien entregó a los españoles (liberados en mayo de 1959 por Mohamed V) allí presentes al Ejército de Liberación. Tanto Hameiduch –al mando del sargento Osorio Ramírez– como Bifurna cayeron en las mismas fechas.
Fue en Sidi Ifni donde el ejército español organizó un plan defensivo a partir del día 22, el cual tenía por fin detener cualquier ataque exterior, asegurando el casco urbano y manteniendo una reserva para contraatacar. La defensa exterior estuvo a cargo del Grupo de Tiradores de Ifni, mientras que la interior se encomendó al Grupo de Policía I. En el interior del enclave, mientras tanto, seguían bajo control español Mesti (con 22 hombres), Telata de Isbuia, Tiugsá, y Tenin de Amel-lu. El caso de Tiliuín, en la frontera sur, se consideraba el más peligroso, puesto que las tropas marroquíes se hallaban cerca de su posición geográfica, concretamente en Egleimin. En el Sahara español y Cabo Juby, debido a la dificultad que planteaba la defensa de su vasto y árido territorio, las unidades militares se habían replegado desde el interior a El Aaiún, Villa Cisneros, La Güera y el faro de cabo Bojador y Cabo Juby.

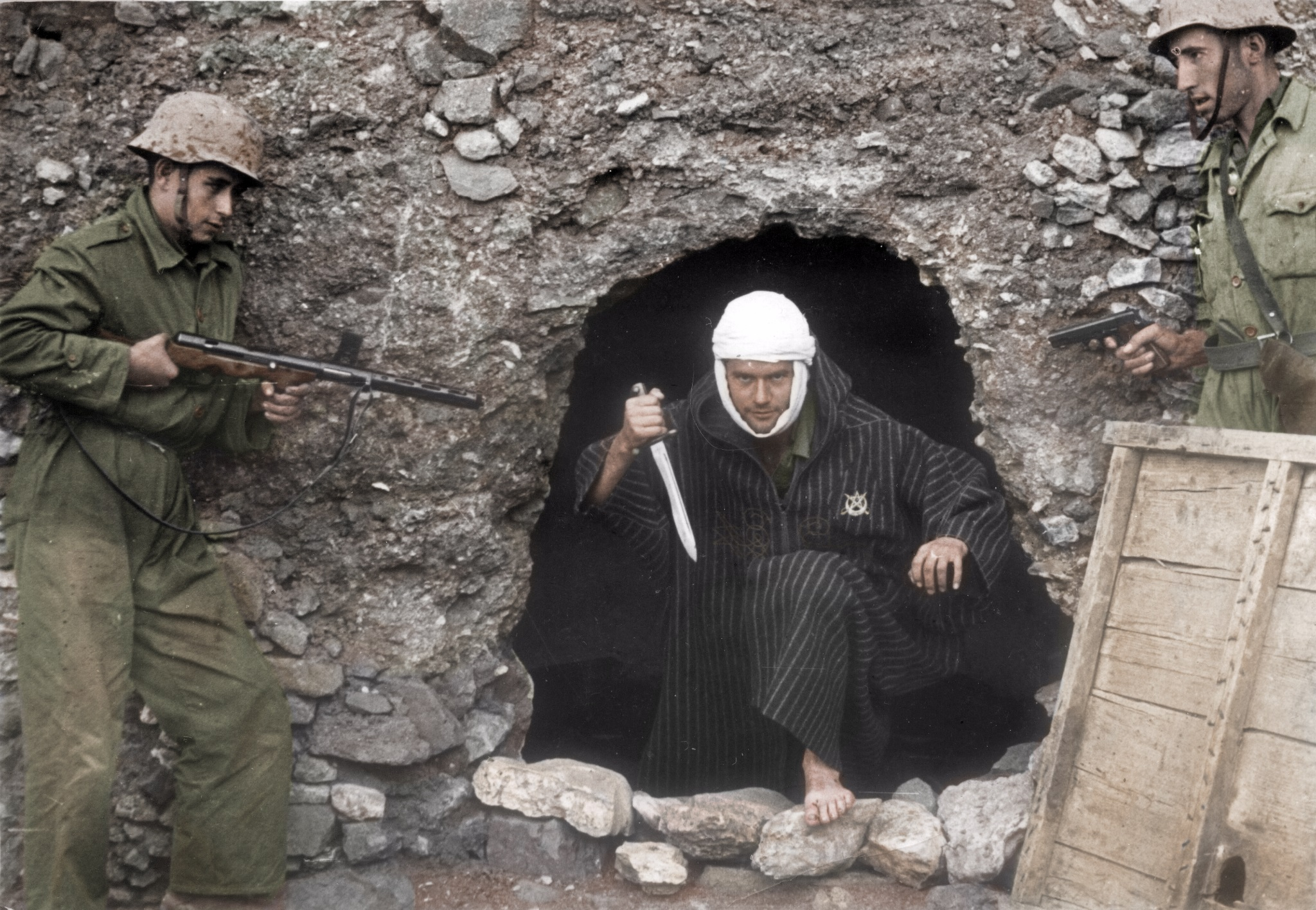
Una imagen muy curiosa que representa a tres cabos de artillería españoles, el del medio disfrazado de soldado marroquí, durante la guerra de Ifni. Esta foto fue tomada probablemente para presumir o como una broma, ya que estos hombres estaban haciendo el servicio militar lejos del frente. La túnica exterior que lleva el hombre del medio se llama djellaba y, aunque es de uso común entre las tribus marroquíes, fue fabricada especialmente para los fusileros españoles. Las armas utilizadas por los otros soldados son una MP35 alemana y una Super Star de 9 mm.

El primer socorro intentado por España vino acompañado de la intervención del teniente Ortiz de Zárate, la cual se saldó con un absoluto fracaso, poniéndose de manifiesto el hecho de que el campo estaba ya dominado por los marroquíes.
La situación de Tiliuín lleva a decidir su refuerzo el día 29, mediante el envío de paracaidistas; diez aviones bombardearon la zona con el fin de proteger la operación de lanzamiento de setenta y cinco hombres de la II Bandera Paracaidista, los cuales lograron penetrar, finalmente, en el puesto de esta zona.
El 1 de diciembre, la operación “Netol” quiso liberar Mesti, Tiliuín y Telata; el día 3 se alcanzó dicho cometido en Telata, liberando a la guarnición allí existente y el día 4, a la de Tiliuín, acontecimientos que vinieron seguidos de una rápida retirada española a Sidi Ifni.
La existencia de numerosos francotiradores marroquíes escondidos en los diversos territorios mencionados supuso la baja de un número significativo de soldados españoles, especialmente en las operaciones españolas destinadas a recuperar las guarniciones de Tiugsá y Tenin.
A partir de la recepción de la orden 357-15 del EMC, de diciembre de 1957, las operaciones en Ifni por parte de España se convierten en el establecimiento de una defensiva estática. Sidi Ifni se protege con dos centros de resistencia, así como con organizaciones defensivas que aprovechan las ventajas del terreno.
A la configuración de un cinturón exterior defensivo –constituido éste por tres centros de resistencia y un punto de apoyo–, le siguieron toda una serie de acciones ofensivas por parte del Ejército español, reforzándose así, durante ese periodo, el control español de la capital de Ifni.
Diversas operaciones (como las denominadas “Siroco” y “Pegaso”) se sucedieron durante estos meses, acompañándose de un intento de avance hacia el norte, el cual no se logró efectuar debido a las fuertes resistencias marroquíes en los distintos territorios que rodeaban a la capital.
El 3 de marzo, la Capitanía General de Canarias dictó la Directiva número 6, directiva en la que se abogaba por la reorganización defensiva que protegía a Sidi Ifni, una decisión a la que acompañó un periodo de estabilidad.
El 23 de junio, Capitanía ordenó que no se contestase al fuego enemigo, no siendo hasta el día 30 de este mismo mes cuando se anunciase el hecho de que tanto España como Marruecos habían llegado a un acuerdo que pretendía poner fin a las hostilidades.
El asedio se mantuvo, entonces, hasta el alto el fuego de junio de 1958. Los territorios obtenidos por el Ejército de Liberación fueron integrados administrativamente en Marruecos y controlados por el mismo hasta 1960, año en que el Ejército de Liberación fue relevado por las Fuerzas Armadas Reales, una formación que liderará el príncipe heredero Hassan, a modo de jefe de Estado Mayor.

Extensión del territorio español de Ifni antes y después de la guerra de Ifni de 1957-1958.

El Gobierno de España, por su parte, dio marcha atrás en su oferta al Gobierno marroquí de someter a una instancia internacional la querella sobre el territorio, argumentando que tras el hecho consumado del ataque al enclave no se podía pensar de forma digna en un premio a la ya efectuada agresión.
En los discursos de la España oficial, de hecho, se descargó toda la responsabilidad de lo sucedido en Ifni en el Ejército de Liberación, evitando, en todo momento, cortar lazos con Marruecos. El Teniente general Barroso, ministro del Ejército español, pronunció el 21 de diciembre de ese mismo año un discurso clarificador en lo que respecta a lo hasta aquí nombrado, discurso en el que acusó a las “fuerzas ocultas” y al “comunismo internacional” de estar detrás del ataque a la colonia.
En este mismo discurso también respondió a los rumores difundidos en la prensa marroquí en días previos –los cuales afirmaban que el Gobierno español estaba dispuesto a entregar la zona de Protectorado al sur del Draa–, dejando claro que España, pese a no haber impugnado la integración de dicha zona, “faltaría a su sentido de responsabilidad internacional si la abandonase a quienes no obedecen a su Majestad el Rey de Marruecos y se niegan a aceptar la ley y la disciplina de su legítimo Monarca […]”.
Además, se destaca que tanto el discurso del ministro nombrado, como las palabras pronunciadas por Franco el día 30 de diciembre, coincidieron en el hecho de señalar que ni el pueblo marroquí –en su conjunto– ni su monarca, tenían responsabilidad alguna sobre lo ocurrido en Ifni.
La Navidad de 1957 no sólo fue escenario de discursos políticos significativos, también contó con la realización de diversas actuaciones por parte de distintos artistas españoles (donde se destacan las de Carmen Sevilla y Gila, entre otros) en el enclave de Ifni, lugar en el que el régimen trató de emular lo realizado por artistas estadounidenses durante la guerra de Corea.
A partir de 1957 también comenzó un más que significativo control de la prensa española por parte del régimen franquista, el cual tenía por objeto limitar la información que pudiera existir en torno a lo acontecido en Ifni durante estos años en los medios de comunicación españoles –contrarrestando así, también, lo mostrado en la prensa marroquí–. Esta censura no se caracterizó por prohibir la aparición de noticias vinculadas a lo ocurrido en Ifni, sino por instrumentalizar la información que aparecía en el cómputo de medios españoles de forma casi diaria. La selección informativa se cuidó así de no contar el número de bajas propias, de incrementar el daño hecho a los enemigos y de evidenciar que el resultado de las operaciones efectuadas era siempre victorioso, unos mensajes que fueron apoyados con lo dispuesto en la Radio Nacional de España y en el NO-DO, canales éstos que facilitaban la llegada del mensaje a las masas con un nivel educativo menor a los que leían de forma diaria la prensa. Esta propaganda de guerra no cesó con el paso del tiempo, llegando a observarse en prensa cómo la muerte de ciertos soldados españoles hizo de ellos auténticos héroes mediáticos.

#### Provincialización de Ifni tras la Guerra en el Sahara y la Operación “Écouvillon”
Las operaciones militares del Ejército de Liberación no se limitaron al enclave de Ifni. Parte de las tropas de dicho ejército fueron desplazadas a finales de diciembre de este mismo año desde el enclave mencionado hasta el territorio del Sahara Español (hoy conocido como Sahara Occidental), desafiando las posiciones españolas en dicho territorio y llevando a cabo ciertos ataques en enero de 1958, destacando la batalla de Edchera.
Lo sucedido durante estos meses en esta zona despertó la preocupación de Francia, país que disponía, por aquel entonces, de posesiones en tierras argelinas y mauritanas. Dicha preocupación facilitó que el país galo ofreciera su colaboración –en lo que se refiere a número de militares y armamento– a España, con el objeto de realizar una operación conjunta que tuviera por fin aniquilar a las fuerzas del Ejército de Liberación que se hallaban en territorio del Sahara. Este fue el origen de la denominada “Operación Écouvillon”, la cual formó parte de la ofensiva franco-española que tuvo lugar en febrero de 1958. Los españoles tenían 9000 soldados y los franceses 5000, y alrededor de 150 aviones. Los primeros puestos marroquíes en caer fueron los bastiones montañosos en Tan-Tan. Bombardeado desde arriba y lanzado con cohetes desde abajo, el Ejército Libertador sufrió 150 muertos y abandonó sus posiciones. El 10 de febrero, los batallones de la Legión Española 4, 9 y 13, organizados en un grupo motorizado, expulsaron a los marroquíes de Edchera y avanzaron hacia Tafurdat y Smara. El ejército español en El Aaiún, junto con las fuerzas francesas de Fort Gouraud, atacaron a los marroquíes el 21 de febrero, destruyendo las concentraciones del Ejército de Liberación del Sahara entre Bir Nazaran y Ausert. La ofensiva desintegró al Ejército de Liberación.
Durante estas mismas fechas el Gobierno español adoptó una decisión de especial significación: la provincialización de Ifni y el Sahara por decreto del día 10 de enero de 1958.
En el preámbulo del decreto se justificaba “modificar la actual estructura administrativa y militar del Gobierno General del África Occidental Española, acomodándolas a las realidades geográficas, políticas y militares”, en razón de determinadas circunstancias, como eran “las características naturales y políticas diferentes” de los territorios de Ifni y Sahara, su separación “por distancias considerables”, sus “costumbres bien distintas”, la “organización social de sus habitantes y hasta la índole de sus fronteras”. Además, su artículo primero disponía que tanto Ifni como el Sahara se convertían, a partir de aquel momento, en provincias, las cuales (según los artículos posteriores) pasaban a depender militarmente de Canarias, regidas por un Gobernador general con mando sobre las tropas asentadas en su territorio, al que quedaban “subordinadas las demás autoridades y funcionarios salvo las judiciales en cuanto afecte a la sustanciación y fallos de asuntos de Justicia”.

### Desenlaceː Tratado de Cintra (1958) y las dificultades en la retrocesión de la zona Sur

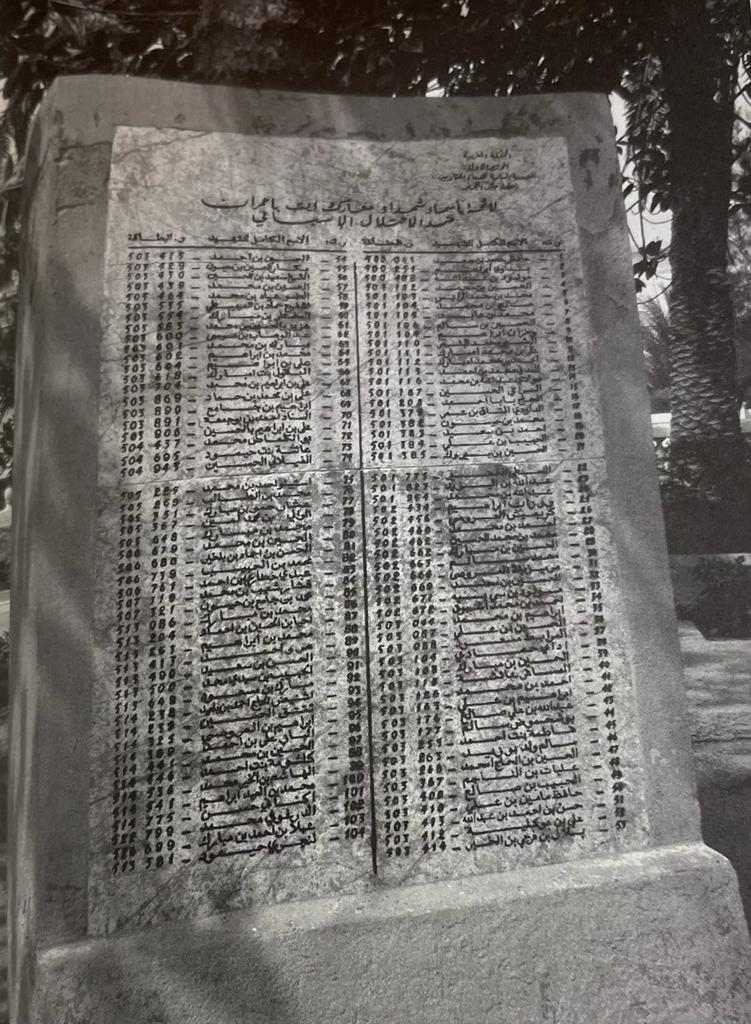
Monumento marroquí a los caídos en la guerra de Ifni (1957-1958).

El 1 de abril de 1958 se firmaría el tratado de Cintra (bajo presiones estadounidenses que buscaban acabar con las tensiones hispano-marroquíes), tratado por el cual España se comprometía a retroceder la zona sur del Protectorado.
En plena guerra de Ifni, el secretario de Estado americano, Foster Dulles, había viajado a Madrid –el 20 de diciembre de 1957–, de retorno de la conferencia de jefes de Gobierno de la Organización del Tratado del Atlántico Norte (OTAN), celebrada en París. Éste, según apunta Salas Larrazábal, aprovechó el viaje para pedir a Franco que llegara a un acuerdo con el Sultán, y un mes después, el 20 de enero de 1958, le informó de que había aconsejado a los marroquíes que cesaran en sus hostilidades con España, algo que debía ser respondido por parte de España con algún tipo de compensación al Sultán, permitiendo que éste reforzara su posición y facilitando así la permanencia de Marruecos en el campo occidental.
Tras lo anteriormente nombrado se llega a dos decisiones de especial calado; en primer lugar, el Consejo de ministros del día 28 de marzo de 1958, adopta la decisión de retroceder la zona sur del Protectorado marroquí; en segundo lugar, se alcanza el acuerdo de Cintra el día 1 de abril entre los ministros Castiella y Balafrej, acuerdo por el que desde el día 10 de abril Marruecos se haría cargo de dicha zona.
A pesar de lo anterior, cabe decir que las dificultades interpuestas para proceder a la retrocesión del territorio fueron diversas, lo que no sólo contribuyó a ralentizar el propósito último del acuerdo, sino que también contribuyó a hacer patente el mal estado en que se hallaban las relaciones hispano-marroquíes en aquel momento.
Entre las dificultades halladas, se encontró la manifestada por Ahmed Balafrej en una rueda de prensa el día 11 de abril, donde informó de que un convoy de un millar de soldados marroquíes mandados por el comandante Ufkir que iban a hacerse cargo del territorio fueron interceptados a 140 kilómetros de Tarfaya por unos oficiales españoles, los cuales habían indicado a los soldados mencionados que la pista por la que conducían se adentraba en el Sakia al Hamra.
Balafrej se quejó de que el convoy marroquí no hubiese sido informado previamente, pudiendo haber sido orientado hacia otro camino o autorizado a alcanzar Tarfaya por la pista en la que se encontraban para llegar en la fecha dispuesta por el acuerdo de Cintra.
Las dificultades a las que el ministro aludió en su rueda de prensa eran de mayor significación. Inicialmente los marroquíes pretendieron que fuera el príncipe heredero quien, como delegado del Sultán, llevara a cabo la recepción oficial del territorio. Para ello, personalidades marroquíes –entre ellas, el general Mizzian–, habían de trasladarse el día 8 de abril a Tarfaya para preparar el evento. Pero ese día el embajador español, Alcover, informó a Balafrej de que el príncipe Hassan no sería bien acogido por las autoridades españolas, ya que su actitud durante la agresión a Ifni estuvo a punto de ocasionar –en palabras de dicho embajador– la ruptura entre España y Marruecos.
A la intercepción del convoy marroquí se adhirió otro acontecimiento que molestó especialmente a las autoridades de Rabat: el rechazo del nombramiento como nuevo gobernador de Tarfaya de Alí Ben Buaida, miembro de la Asamblea Nacional Consultiva. El día 11 fue deportado junto con su familia a El Aaiún a instancias del Gobierno español, impidiéndole retornar.
La respuesta por parte de España a lo expuesto por Balafrej reveló el desagrado con el que las autoridades españolas abordaron la retrocesión de Tarfaya, llegándose a declarar, por parte de España, que lo ocurrido había respondido a un error logístico del Estado de Marruecos, el cual no había sido capaz de solicitar una autorización para atravesar territorio bajo otra soberanía.
Bajo este clima de especial crispamiento el Estado marroquí no pudo hacerse con el control oficial del territorio de Ifni hasta el 17 de abril.

### Negociaciones: más de una década de encuentros (1958-1969)

#### La Comisión mixta hispano-marroquí, un primer fracaso

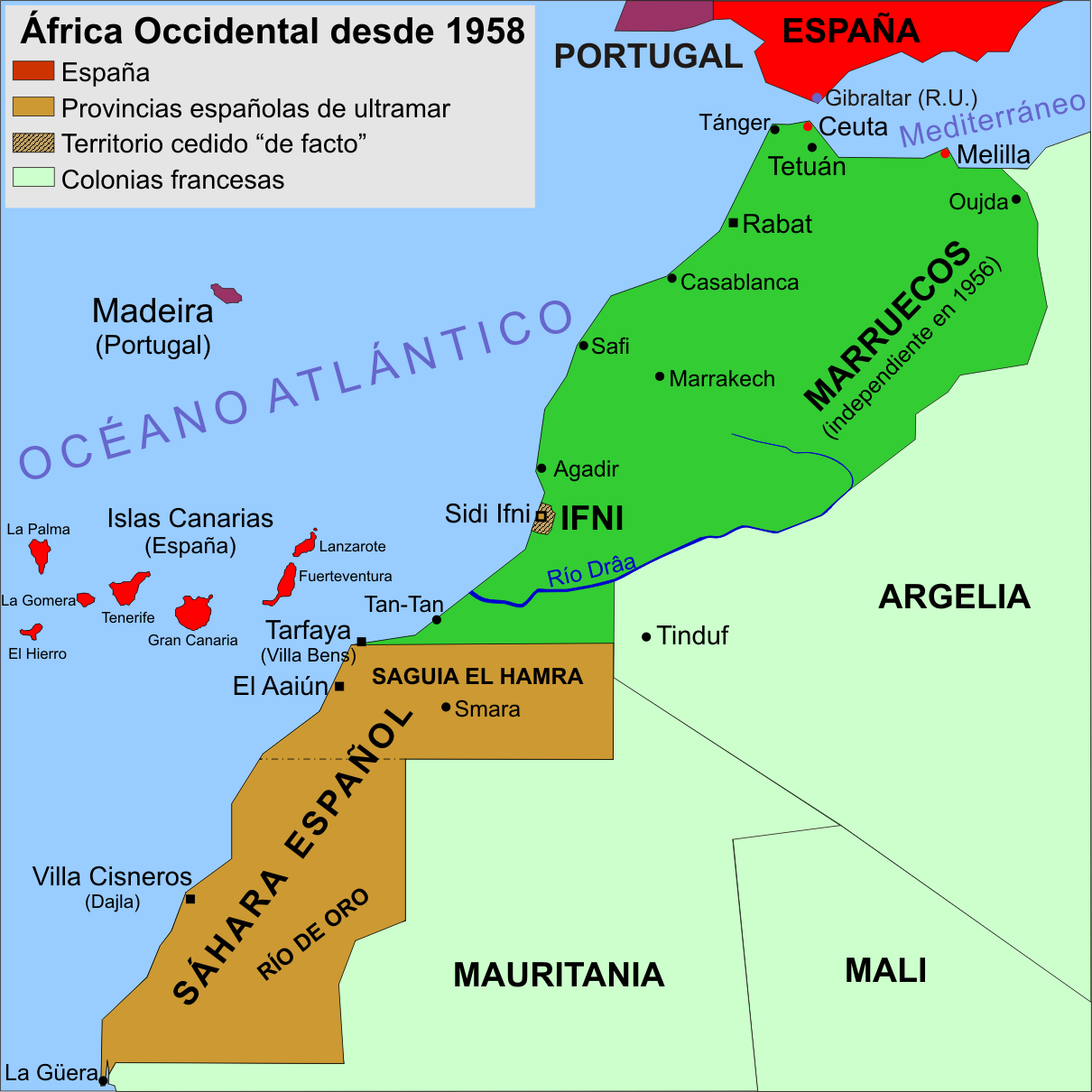
Mapa de África Occidental desde 1958.

La situación interna existente en Marruecos a lo largo del año 1958 fue especialmente difícil; el Gobierno nombrado por el monarca en el mes de mayo de ese mismo año (bajo la dirección de Balafrej y de mayoría istiqlaliana) no llegó a fin de año, y el palacio se hallaba inserto en una pugna interna contra el partido del Istiqlal, al cual consideraba su principal rival. El estallido de este partido en los meses posteriores, acompañado por la rebelión rifeña de 1958, no mejoró la situación.
En los meses de enero y febrero de 1959 la cuestión relativa a Ifni volvió a ocupar el centro de las conversaciones entre España y Marruecos, como evidencian los encuentros efectuados en dichos meses entre Abdallah Ibrahim (quien había formado el nuevo Gobierno marroquí en diciembre) y Cristóbal del Castillo –nuevo embajador de España en Marruecos desde septiembre de 1958–. En dichos encuentros Castillo ofreció la posibilidad de que Marruecos dotara a España de compensaciones territoriales “en las proximidades de otros territorios españoles”, a cambio de los territorios perdidos por España en Ifni; una propuesta que fue contestada por Ibrahim, quien argumentó que sólo devolverían las mismas zonas territoriales, y que, en caso de no haber una solución amistosa, Marruecos podía ofrecer dos posibilidades: someter la cuestión de Ifni al Consejo de Seguridad de las Naciones Unidas o retrasar en el tiempo el hallazgo de una solución a esta cuestión.
En los últimos encuentros realizados entre ambas figuras el jefe de Gobierno marroquí propuso una nueva oferta, pudiendo ser ésta efectuada si España aceptaba iniciar conversaciones sobre Ifni y cedía, asimismo, los cuarteles del Ejército español en Marruecos. La oferta incluyó las siguientes cuestiones: devolución de prisioneros, convenio de pesca y un estatuto comercial para un establecimiento pesquero en Ifni.
Ibrahim permaneció en la capital española del día 10 al 15 de abril de 1959, siendo durante estos días cuando decidiese, junto con Castiella, crear una Comisión Mixta, de cara a que ésta estudiase los asuntos pendientes entre los dos países. La reunión efectuada por parte de dicha comisión en Rabat entre el 5 y el 20 de mayo resultó infructífera, ya que cada delegación defendía sus intereses personales sin atender a los de la otra. Marruecos buscaba la unificación territorial y que las tropas españolas fueran evacuadas; España, por su parte, no quiso dialogar sin resolver de forma anterior las cuestiones relativas a Ifni.
El 6 de mayo de 1959, un nuevo acontecimiento terminó de tensar el clima existente en la Comisión mixta hispano-marroquí. Ese día, Mohamed V efectuó la devolución de prisioneros españoles al embajador en Rabat, una decisión que acompañó de un discurso donde recordaba a España que Ifni era territorio marroquí, y que este país se había comprometido a devolvérselo a Marruecos. El Gobierno español refutó lo pronunciado por el rey de Marruecos.
En el discurso del Sultán también se hizo referencia a la necesidad de hallar soluciones políticas a lo acontecido en Ifni; una vía también defendida a partir de ese momento por Ibrahim, quien se lo hizo saber al embajador Castillo el 1 de junio de ese mismo año.
A partir de ese momento, Marruecos ofrece a España la posibilidad de hallar un acuerdo que satisfaga a ambas partes, destacándose el hecho de que España pudiera disponer de especiales ventajas en lo que respectaba a la explotación de las riquezas marroquíes. Esta oferta no puso fin a las controversias entre ambos países, lo que explicó que el día 6 de octubre de 1959 llegara al plenario de las Naciones Unidas la reclamación oficial de Marruecos de Ifni y el Sahara. Las resoluciones posteriores de Naciones Unidas (1514, 1541 y 1542) adoptadas un año más tarde parecieron abrir el camino a las pretensiones marroquíes, unas pretensiones que España rechazó en todo momento.

#### Contactos entre Mohamed V y Franco con motivo de lo sucedido en Ifni

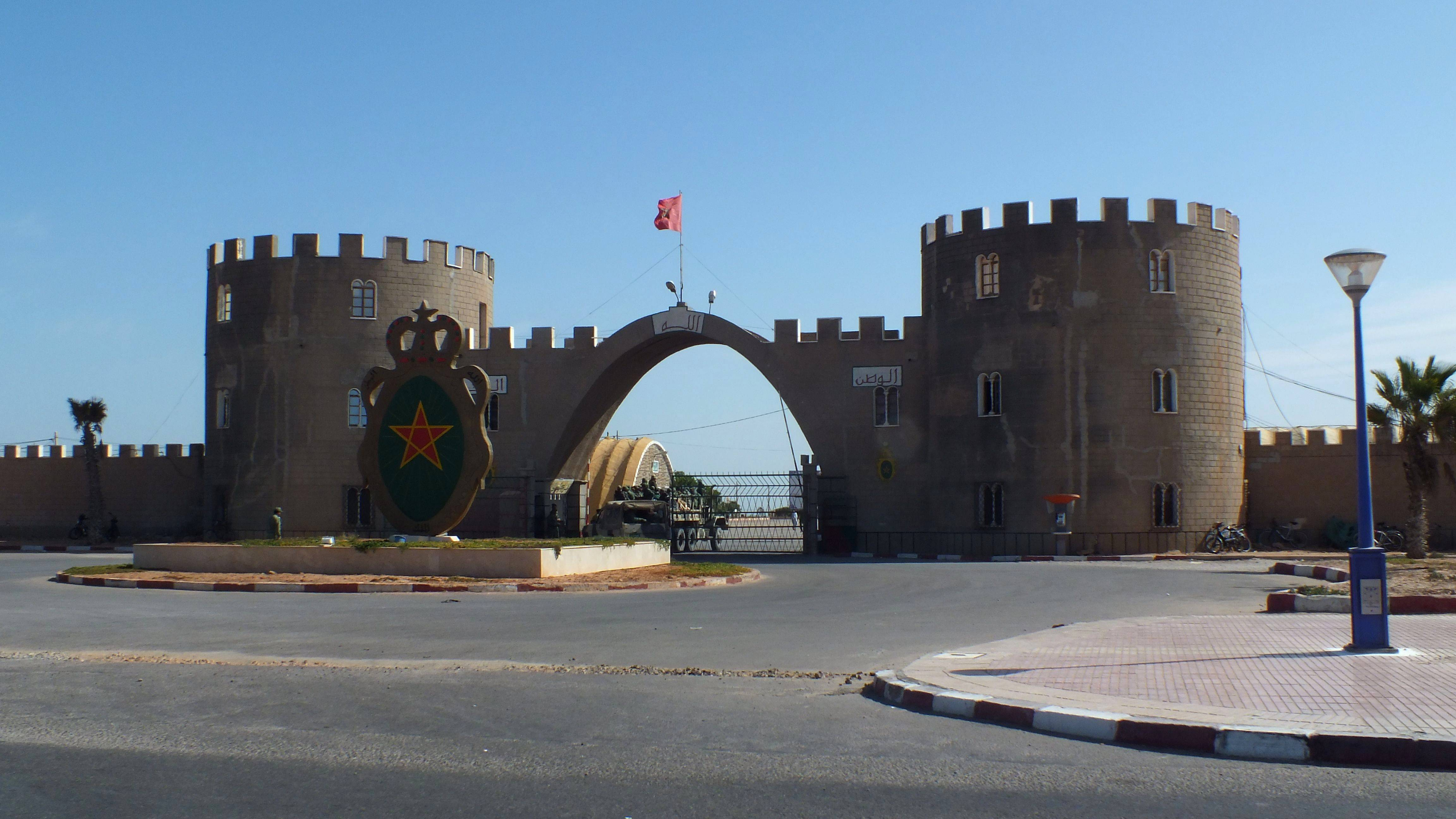
Antiguo cuartel del Tercio de La Legión en Villa Cisneros

El 14 de junio de 1960, el Sultán recordó a Franco, a través de un mensaje, la necesidad de que las tropas españolas abandonaran el territorio en cuestión, evitando hacer alusión en dicha comunicación a las reivindicaciones territoriales. Franco, por su parte, respondió a dicho mensaje el día 27 de junio, haciendo especial referencia a la necesidad de devolver el territorio de Ifni a la situación de antes de la guerra.
La correspondencia entre ambos líderes se sucedió desde el mes de agosto de ese mismo año hasta febrero del año siguiente, puesto que en dicho mes se produjo el fallecimiento de Mohamed V. Las pretensiones franquistas de alcanzar “compensaciones territoriales en otros lugares” no se vio satisfecha, y las tensiones entre ambos países no pararon de aumentar durante dicho periodo, llegándose a producir vuelos militares marroquíes sobre Ifni, así como un incremento de presencia armada en la frontera sur.

#### El impacto de la entronización de Hassan II en el transcurso de las negociaciones
La llegada de Hassan II al poder no ayudó a calmar la situación existente entre España y Marruecos. En algunas ocasiones, de hecho, el nuevo monarca incrementó las tensiones entre ambos países. Ejemplo de ello es la respuesta que ofreció Hassan tras lo acontecido en marzo de 1961 en el Sahara, lugar donde un grupo armado secuestró (para posteriormente trasladarlos a Marruecos) a once técnicos en un campamento de la Union Oil Company –donde se hallaban cinco españoles–. A través de dicha respuesta, el monarca se posicionaba a favor de lo acometido por el grupo en cuestión, a quien alabó por ser un ejemplo de patriotismo y de lucha contra la ocupación colonial.
El 6 de julio de 1961, este monarca protagonizó un mitin en Casablanca en presencia del presidente del Gobierno Provisional de la República Argelina, Ferhat Abbas, frente al que volvió a resaltar su deseo de poner fin a la situación en que se encontraban territorios como Ifni.
La protesta española por las declaraciones mencionadas existió, pero no imposibilitó que finalmente, el día 31 de agosto de 1961, se produjera la retirada definitiva del remanente de tropas españolas en este país.

#### Una nueva propuesta: el “Espíritu de Barajas”
La tensión inicial descrita fue tratada de sofocar a través de un intento más sosegado de lograr las reivindicaciones territoriales marroquíes. Entre el 24 y el 27 de octubre de 1961, Balafrej –ministro del rey en el gabinete–, se entrevistó con Cristóbal del Castillo, embajador español, en aras de preparar la visita de éste a Hassan II, quien se mostró dispuesto a cambiar su conducta anterior, fomentando lo que posteriormente se conoció como el “Espíritu de Barajas”.
Los encuentros entre representantes españoles y marroquíes se sucedieron en este periodo, llegándose así al día 20 de abril de 1963, día en que Hassan II se entrevistó con el nuevo embajador español, Manuel Aznar, quien terminó por trasladar a Franco la idea del monarca marroquí de que la cuestión de Ifni carecía de importancia y que los verdaderos problemas giraban en torno al territorio del Sahara.
El 6 de julio de 1963, durante un encuentro entre Hassan II y Franco en Barajas, se selló lo que parecía una nueva cooperación entre ambos países, la cual no llegó a compromiso alguno en lo relativo a las cuestiones territoriales.
Este clima aparentemente cooperativo se mantuvo durante los dos años posteriores al encuentro descrito. Sin embargo, un incidente ocurrido en el verano de 1963 vino a poner de manifiesto la todavía cuestión sin resolver.
Durante este periodo, y con motivo de la celebración de la convocatoria de elecciones municipales, desde el ministerio de interior marroquí se configuró un mapa de las circunscripciones electorales en que se dividía el país. El día 29 de julio, la agencia de noticias MAP compartió aquel mapa, el cual representaba la zona de Ifni bajo soberanía marroquí –en su mayor parte–, quedando la zona española reducida a una faja de cinco kilómetros. El propio Hassan II llegó a calificar de “ligereza informativa” la cometida por la agencia MAP, presentando excusas al Jefe del Estado español, al que manifestó su “enojo”.
En estos años también se efectuaron visitas de ministros en ambos sentidos: Fraga fue recibido por Hassan II en julio de 1963, Balafrej y Reda Guedira acudieron a España en mayo y junio de 1964 –respectivamente–, Castiella visitó Marruecos con firmas de acuerdos (como el concerniente a la supresión de visados, de radio y de televisión) en julio de este mismo año, y Hassan II acudió a Mallorca el día 4 de diciembre para reunirse con el vicepresidente de Gobierno, Muñoz Grandes.
Otra muestra de la aparente cordialidad que existía en este periodo entre ambos países fue visible en febrero de 1965, mes en que Franco invitó a Hassan a cazar con él en el coto del “Lugar Nuevo”, cerca de Andújar.

#### La respuesta de la comunidad internacional a la descolonización de Ifni
En 1965 la internalización de la cuestión de la descolonización de Ifni (y del Sahara) comenzó a dar sus resultados, estando éstos alejados de lo que había pretendido Marruecos en un primer momento.
Tras la argumentación a favor de la descolonización de Ifni y el Sahara llevada a cabo por parte de un representante marroquí en Naciones Unidas en el mes de noviembre, y la respuesta ofrecida a éste por parte del representante de Mauritania (quien reclamaba también posesiones en el Sahara), se presentó, en dicha comisión, un proyecto de resolución que invitaba a España a acceder a la liberación de ambos territorios.
El proyecto de resolución quedó aprobado por 88 votos a favor, dos en contra –los de España y Portugal– y las abstenciones de Francia, Estados Unidos, El Salvador y Reino Unido.
La respuesta por parte del entonces representante español en Naciones Unidas, Jaime de Piniés –donde éste recalcaba que España estaba intentando poner fin a su proyecto colonial, en línea con lo dispuesto por Naciones Unidas– fue acogida de forma negativa en España, donde algunos sectores se mostraban todavía a favor de la defensa de una soberanía férrea sobre estos territorios.
Desde estos sectores, se destaca la argumentación dada por Castiella, quien defiende que, ante el avance de una corriente descolonizadora por toda África, la única respuesta posible para asegurar la permanencia de estas colonias bajo soberanía española era dejar que éstas se vieran sumidas a un proceso de autodeterminación, huyendo así de la actitud del Portugal salazarista. Esta postura tampoco tuvo especial acogida por parte de la Presidencia de Gobierno, desde donde se emitió una carta –a día 10 de enero de 1966, firmada por Carrero Blanco– que afirmaba que el mayor temor de los saharauis era que España los abandonase.
En lo que respecta a Ifni, el documento deja constancia de que es un territorio con escaso valor, concibiéndolo por ello como una causa perdida, algo que no impide que se busque instrumentalizar dicho territorio en vistas a obtener algún tipo de compensación por parte de Marruecos, haciéndose especial hincapié en la idea de que sean Ceuta y Melilla los territorios que compensen la renuncia territorial de Ifni.

## Desenlace: la descolonización de Ifni en 1969

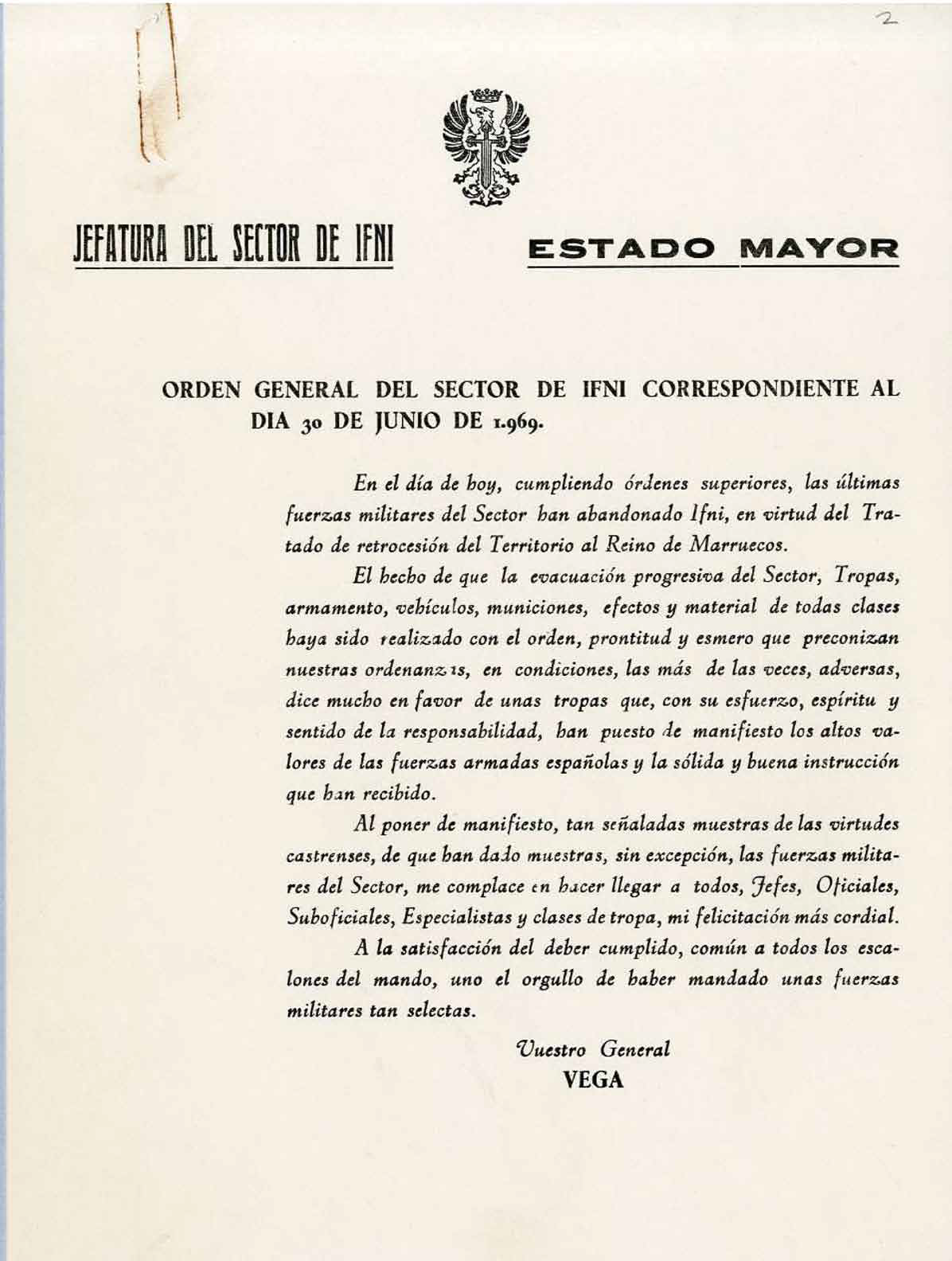
Última Orden General del Sector Ifni. 30 de junio de 1969.

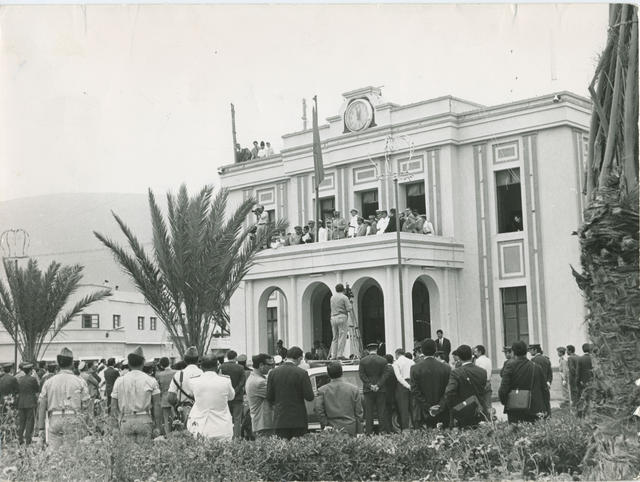
Un aspecto de la plaza de España durante la ceremonia de la cesión del territorio de Ifni a Marruecos, presidida por el gobernador de Ifni, general Vega Rodríguez, y por el representante del Gobierno marroquí, 1 de julio de 1969.

El documento de presidencia señalado también mostró una cuestión especialmente significativa: la intención de Franco de desligar dos cuestiones que hasta entonces habían permanecido unidas, las reclamaciones territoriales (y la defensa de la soberanía española en ellas) de Ifni y del Sahara.
La carta enviada por Franco a Hassan II el día 27 de febrero de 1967 (tras las últimas resoluciones de Naciones Unidas de 1966, donde se instaba a la descolonización de los territorios aquí tratados) dio a conocer el grado en que España daba luz verde, a partir de ese momento, a la descolonización de Ifni.
A finales del verano de 1967, ya existía correspondencia donde ambos jefes de Estado convenían en solventar el problema de Ifni. En marzo de 1968, un memorándum sobre Ifni redactado por autoridades españolas fue recibido por parte del entonces ministro de Exteriores marroquí, Ahmed Laraki. Este documento recogió tanto la decisión española de poder llegar a un acuerdo en torno a la retrocesión de Ifni, como una preocupación de especial calado: la negociación de la nacionalidad de los habitantes de Ifni.
La cuestión relativa a la nacionalidad de los autóctonos de Ifni fue especialmente conflictiva desde ahí en adelante, ya que Marruecos consideraba vigente la “allégeance perpetuelle”, lo que suponía que los habitantes del territorio nunca habían dejado de ser súbditos del Sultán.
Para aquellos que quisieran optar por disponer de la nacionalidad española, se ofrecía la posibilidad de que el rey concediese, de forma individual, el derecho a renunciar a la nacionalidad marroquí –la cual nunca había perdido–. En el documento final se recogió la posibilidad de que aquel que lo desease tuviese la oportunidad de optar a la nacionalidad española durante los tres meses siguientes a la retrocesión del territorio.
Esta retrocesión se produjo, finalmente, el día 4 de enero de 1969, con la firma del Tratado de cesión en Fez, la cual fue efectuada por el ministro Laraki y el embajador español, Eduardo Ibáñez, concluyendo, a su vez, un tratado de pesca, siendo éste ampliamente criticado por el partido del Istiqlal, quien consideraba que Marruecos había pagado un precio exorbitado por una reivindicación legítima.
También existieron críticas por parte de determinados sectores políticos en el territorio español, destacándose el hecho de que el 24 de enero de ese mismo año el procurador y presidente de Fuerza Nueva, Blas Piñar, solicitase por escrito al presidente de las Cortes una interpelación oral al Gobierno en el primer pleno a celebrar, siendo finalmente durante el 14 de febrero cuando este representante llegase a formular una enmienda a la totalidad del tratado firmado con Marruecos.
Los fundamentos de esta propuesta –basados en la “españolidad” de Ifni desde un punto de vista jurídico, y en la presencia histórica de España en el enclave– no impidieron que ésta fuera finalmente rechazada, terminándose por hacer efectivo lo dispuesto en el Tratado firmado en Fez en 1969.

## Consecuencias

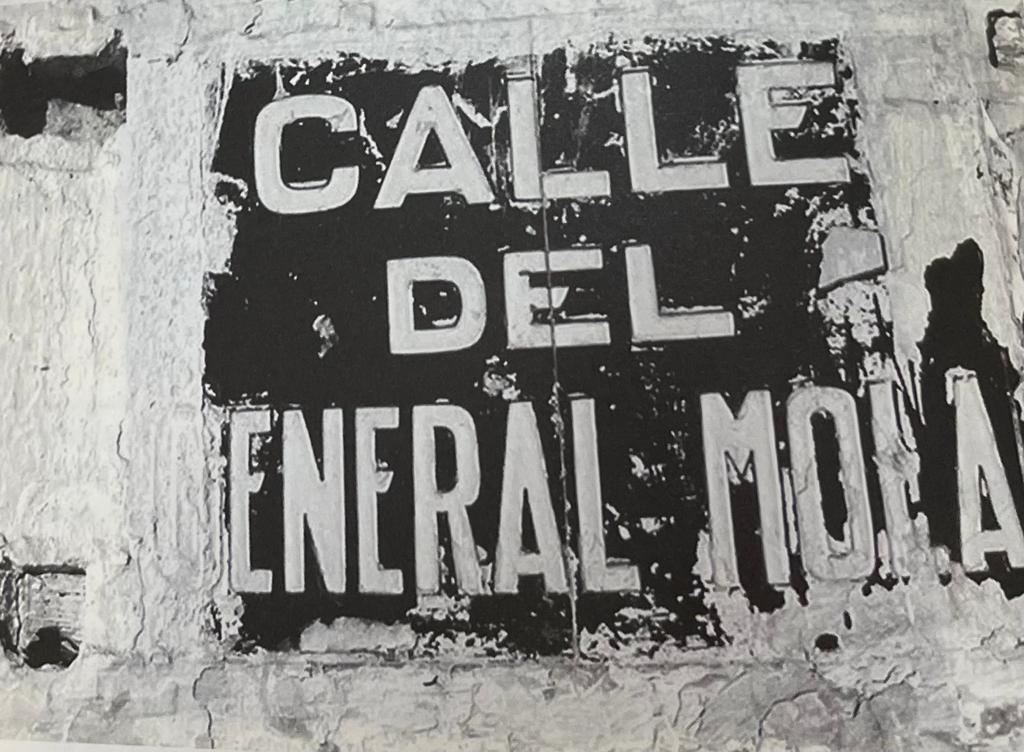
Huellas del pasado colonial en Sidi Ifni.

El Tratado firmado con Marruecos en 1969 no suscitó especiales altercados por parte de la población española, a la cual se presentó –en los medios de comunicación– esta retrocesión como un ejemplo de cumplimiento de las obligaciones internacionales por parte de España, así como una muestra de generosidad hispana.
En el enclave de Ifni, las negociaciones libradas por España con Marruecos fueron contempladas en el entorno militar con obediencia y silencio. Las fuerzas armadas se mantuvieron fieles a lo dictado desde España, y el Semanario Gráfico de África Occidental Española –principal medio de comunicación escrito para los residentes españoles en la colonia– se limitó a notificar, de forma muy escueta, el inicio de las negociaciones entre España y Marruecos en octubre de 1968.
La retrocesión del territorio supuso también la eliminación del Grupo de Tiradores de Ifni, una unidad militar que había sido fundada tras la ocupación de 1934.
Junto a la firme decisión del Gobierno, el abandono del enclave fue favorecido por distintos factores. Entre éstos se destaca la escasa integración que había tenido dicho territorio con la metrópoli, por el poco tiempo que éste estuvo bajo la administración española.
Por otro lado, la soberanía española sobre la provincia se ejercía exclusivamente en la capital del territorio y su perímetro de seguridad desde 1958, lo que, junto al hecho de que la población nacional fuera escasa en dicha zona, facilitó el proceso de descolonización de la misma.
En 1969, Ifni sólo contaba con la presencia de diez mil ciudadanos españoles –siendo cerca del 90 % militares, personal de tropa o familias de éstos–, los cuales fueron evacuados a partir del mes de mayo en aviones militares y en transportes de asalto de la Armada.
Los funcionarios fueron incorporados de forma posterior a la Administración local española, y gran parte de trabajadores por cuenta ajena se trasladaron a las Palmas.
Las indemnizaciones abonadas por el Estado a aquellos españoles que disponían de actividad económica en el territorio bajo control español hasta entonces fueron mínimas, lo que refleja el escaso volumen de negocios que existía en la zona.
Otra consecuencia derivada de la retrocesión fue la relativa a la enseñanza de los hijos de los españoles residentes en Ifni, los cuales vieron cómo su curso escolar se vio obligado a acortarse, incrementado por ello el número de horas de clases diarias. Los dos centros de enseñanza privados existentes en Sidi Ifni fueron clausurados, mientras que los tres centros oficiales de enseñanza primaria fueron transferidos a las nuevas autoridades.
Las dificultades logísticas de la evacuación fueron resueltas de forma eficaz; cerca de cinco mil toneladas de material de todo tipo –especialmente militar– se transportaron por vía marítima.
Un tema de especial significación que se trató en estos primeros momentos de retrocesión (y que continuó abierto hasta años posteriores), fue el referido al mantenimiento o no de la nacionalidad española en las personas nacidas en Ifni. El Tratado firmado en Fez, como se ha mencionado con anterioridad, contempló que todos los nacidos en la colonia que se hubiesen beneficiado de la nacionalidad española podrían optar por continuar haciéndolo mediante una solicitud que podía efectuarse en un plazo máximo de tres meses. El 3 de julio, el Boletín Oficial del Estado español publicó el decreto del Ministerio de Justicia que recogía las normas para poder optar a la nacionalidad española, según las cuales aquel que quisiera solicitar dicha nacionalidad debía renunciar a la nacionalidad de Marruecos, debiendo ser verificada esta renuncia por las autoridades marroquíes.
La evacuación fue, pese a todo, una evacuación rápida y sencilla; llegándose a celebrar, incluso, una ceremonia de entrega del territorio, donde los representantes del régimen franquista llegaron a exaltar la “tradicional amistad entre el pueblo marroquí y español”.
Este acontecimiento fue instrumentalizado por parte de España en la prensa, utilizándolo para denunciar la actitud que el Reino Unido estaba teniendo en lo que respectaba a Gibraltar, una actitud que será calificada de “colonialista” por el régimen. También apareció en los medios de comunicación la visita efectuada por parte de Hassan II a Franco al día siguiente de la retrocesión, destacándose en estos medios la idea de “la amistad hispano-marroquí”, y “la nobleza española en su proceder por la descolonización”.
En Marruecos el tratado y la cesión española fueron contemplados –como puso de manifiesto su prensa– con gran entusiasmo y como un éxito de su diplomacia.
En apenas unas semanas, lo acontecido durante estos años en Ifni desapareció de la prensa –incluso de los medios canarios, próximos a la cuestión sucedida en el enclave–.